# Осиники
Осиники (рус. Осиники) град је у Русији у Кемеровској области. Према попису становништва из 2010. у граду је живело 45.997 становника.

## Становништво
Према прелиминарним подацима са пописа, у граду је 2010. живело 45.997 становника, -5.060 (-9,91%) више него 2002.
| 1939.  | 1959.  | 1970.  | 1979.  | 1989.  | 2002.  | 2010.  |
| ------ | ------ | ------ | ------ | ------ | ------ | ------ |
| 25.449 | 68.107 | 61.970 | 59.805 | 62.687 | 51.057 | 46.001 |